# Personliga nummertjänster
Personliga nummertjänster är en typ av telefonnummer som inte är knutna till en särskild telefon utan är virtuella och kan vidarekopplas till flera andra telefonlinjer. I Sverige har de riktnummer 075.